# Aeroporto di Cortina d'Ampezzo-Fiames
L'Aeroporto di Cortina d'Ampezzo-Fiames era un piccolo aeroporto. Oggi dismesso, fu costruito in seguito al boom turistico che investì l'Ampezzano con i VII Giochi olimpici invernali del 1956.

## Storia
Il campo di volo venne attrezzato con lo scoppio della prima guerra mondiale, allorché il Corpo Aeronautico si trovò nella necessità di allestire una pista di fortuna per eventuali atterraggi di emergenza di velivoli impegnati in missione sul territorio austriaco; se ne trova traccia in un documento del 1915, dove la pista di Cortina viene citata insieme con altri campi di volo del Cadore e della provincia di Belluno. Il campo di volo era situato ad una quota di 1115 metri e fu operativo dalla primavera del 1915 all'autunno del 1917. Di forma irregolare, aveva un fondo ghiaioso ed acquitrinoso ed era spesso soggetto a condizioni meteorologiche proibitive.
Fu utilizzato dai Caudron G.4 della 48ª squadriglia, impegnati in missioni di ricognizione in una vasta aerea del fronte bellunese, a supporto della IV Armata.
Durante la prima guerra mondiale esso ebbe sei atterraggi di Caudron, tre dei quali portarono alla distruzione dell'aereo, a causa del fondo impraticabile o innevato.
Terminata la guerra e con lo sviluppo crescente del turismo, nel 1929 il Ministero dell'aeronautica autorizzò la costruzione di un "campo di fortuna" in località Fiames: i lavori non furono però eseguiti per mancanza di fondi dell'amministrazione provinciale di Belluno; la costruzione dell'aeroporto venne così revocata nel 1931.
Fu solo nel 1962 che, commissionata dalla società Aeralpi e sotto la direzione dell'ex pilota militare Cesare Rosà, già attivo durante la seconda guerra mondiale, la struttura venne ultimata in località Fiames ed intitolata "pista di Sant'Anna". L'aeroporto, dotato di una pista lunga circa mille metri, iniziò l'attività con voli irregolari fino al 1968. Il 4 gennaio dello stesso anno morì assassinato il principale azionista dell'Aeralpi, il conte Cesare Acquarone, e l'impresa dovette chiudere. L'aeroporto rimase dunque inutilizzato fino al 20 dicembre 1975, giorno in cui l'Alialpi, una piccola società locale appositamente creata, riprese le attività. Fu inaugurato un servizio di aerotaxi, che collegava a Cortina le città di Bolzano, Venezia e Milano attraverso un accordo con la Società SOREM di Roma, che mise a disposizione gli aeromobili. I prezzi dei biglietti erano rispettivamente di 10.000, 15.000 e 25.000 lire.
Dopo il suo abbandono operativo, l'aeroporto si è gradualmente trasformato in parcheggio attrezzato per veicoli da campeggio e la pista è stata occupata da caravan e camper; rimane utilizzabile la piazzola per elicotteri, conservata per l'elisoccorso alpino. Della vecchia struttura aeroportuale, rimane visibile un hangar in lamiera.

### Gli incidenti e la chiusura
L'11 marzo 1967, a causa della forte nebbia che gravava sulla zona, il Twin Otter 100 con marche I-CLAI, operato dalla Aeralpi per il collegamento fra Milano e Cortina, con tre passeggeri a bordo, si schiantò contro il Col Visentin presso la sella di Fadalto durante la tratta di volo da Venezia a Cortina. Rimasero uccisi i due membri dell'equipaggio e due dei tre passeggeri a bordo.
Il 31 maggio 1976 un Cessna 206 della Società Alialpi con marche I-CCAM (Numero di costruzione: U206-02128) tentò di decollare in condizioni di forte vento: il pilota, senza esperienza di volo in montagna, staccò con grande difficoltà e solo a fine pista; l'aereo stallò in virata, precipitando al suolo e incendiandosi, uccidendo i sei a bordo, alcuni dei quali erano consiglieri del Comune di Cortina d'Ampezzo. Quello fu ufficialmente l'ultimo volo all'aeroporto di Cortina d'Ampezzo.
L'aeroporto fu quindi convertito in eliporto, ottenendo però scarsissimo successo.

### I tentativi di riapertura
Per tutti gli anni ottanta numerosi imprenditori cercarono di convincere il Comune di Cortina d'Ampezzo a riaprire l'aeroporto, senza tuttavia riuscire nell'intento. Dopo diversi tentativi da parte di istituzioni e varie "cordate" di investitori locali, nel 2015 venne ipotizzato un nuovo piano di riapertura della struttura, capeggiato da un comitato denominato Cortinairport; nelle previsioni del comitato ci sarebbero state il ripristino e l'allungamento della pista e la messa in opera di sistemi di avvicinamento strumentale. Il piano venne presentato all'ENAC con l'aspettativa, da parte del comitato Cortinairport, che l'aeroporto potesse essere agibile per l'appuntamento sportivo dei Campionati mondiali di sci del 2021. L'ENAC espresse parere favorevole alla ricostruzione dell'aeroporto nel luglio 2017. Il tentativo fallì, ma nel 2023 furono formulate nuove idee, come ad esempio la conversione dell'aerodromo per il traffico di droni, in ottica delle Olimpiadi del 2026.

## Cinema
Nel 1956 l'area dove di lì a poco sarebbe sorto l'aeroporto di Fiames è stata uno dei luoghi delle riprese del film La dinastia del petrolio (Campbell's Kingdom, nel titolo in lingua originale), un film d'avventura britannico uscito nelle sale l'anno successivo, ambientato nell'Alberta canadese, diretto da Ralph Thomas e basato sull'omonimo romanzo del 1952 di Hammond Innes. Le riprese furono effettuate, oltre che nell'area che diventerà successivamente aeroporto (che rappresentava il cosiddetto «Regno di Campbell»), anche nei dintorni di Fiames e di Cortina d'Ampezzo, oltre che nel lago di Pontesei: proprio in relazione a tale circostanza, la pellicola è un'autentica testimonianza del cantiere all'epoca attivo per la realizzazione della diga di Pontesei.
L'aeroporto di Cortina compare nel film Lift, ove è rappresentato funzionante.